# Passage du Nord
Le passage du Nord (en néerlandais : Noorddoorgang) est un édifice de style éclectique construit en 1881-1882 à Bruxelles en Belgique par l'architecte Henri Rieck, à la suite des travaux de voûtement de la Senne et de la création des boulevards du Centre.

## Localisation
Le passage du Nord est une galerie commerçante qui relie le boulevard Adolphe Max à la rue Neuve. Il prend sa naissance au début du boulevard Adolphe Max, entre la place de Brouckère et la Maison des Chats de l'architecte Henri Beyaert.

## Historique

### Voûtement de la Senne et création des boulevards du Centre
Décrite, au XVIIIe siècle encore, comme une rivière au « cours utile et agréable », la Senne n'est plus, au siècle suivant, qu'un « dépotoir, non seulement des industries groupées sur ses bords, mais de toutes les maisons riveraines ».
En 1865, le roi Léopold II, s'adressant au jeune bourgmestre de Bruxelles Jules Anspach, formule le vœu que Bruxelles « réussira à se débarrasser de ce cloaque qu'on appelle la Senne » avant la fin de son règne.
En octobre 1865, le conseil communal de la ville de Bruxelles adopte un projet établi par l'architecte Léon Suys qui vise à supprimer les bras secondaires de la rivière, à rectifier le cours sinueux de son bras principal et à le voûter entre la gare du Midi et le nord de la ville.
C'est ainsi qu'apparaissent les boulevards du centre (nommés initialement boulevard du Hainaut, Central, du Nord et de la Senne et renommés ultérieurement boulevard Lemonnier, Anspach, Max et Jacqmain).

### Construction
C'est dans ce contexte que l'architecte Henri Rieck construit en 1881-1882 une galerie commerçante appelée « passage du Nord » et destinée à relier le « boulevard du Nord » (futur boulevard Adolphe Max) et la rue Neuve.
Le « passage du Nord » n'est cependant que la deuxième galerie commerçante ouverte après la création des boulevards centraux : il a en effet été précédé par la « galerie du Commerce » construite entre la rue Neuve et la place des Martyrs sur des plans signés en 1871-1872 par les architectes E.Legraive et H. Stasseyns.
La « galerie du Commerce » et le « passage du Nord » poursuivent la tradition des rues commerçantes couvertes établie à Bruxelles au XIXe siècle avec le « passage de la Monnaie » (1820), les galeries royales Saint-Hubert (1847) et la galerie Bortier, reliquat de l'ancien marché couvert de la Madeleine (1848).

### Classement
La galerie fait l'objet d'un classement au titre des monuments historiques depuis le 13 avril 1995.

## Accessibilité
| ___ | Ce site est desservi par la station de métro : De Brouckère. |